# José Antonio García Blázquez
José Antonio García Blázquez (Plasencia, 29 de abril de 1936-Madrid, 12 de agosto de 2019) fue un escritor y traductor español. 

## Biografía
Estudió Filosofía y Letras en Madrid. Su tesis doctoral está dedicada a la estética de Oscar Wilde. Desarrolló gran parte de su vida profesional en países extranjeros, Reino Unido y Suiza, principalmente, como traductor en organismos internacionales.
Su primera novela fue en 1966, Los diablos, con la que intentó sacar a la narrativa española del realismo social en que se encontraba, a la que seguiría, con más éxito aún de crítica y público, No encontré rosas para mi madre (1968), de la que se hizo una versión cinematográfica dirigida por Francisco Rovira Beleta e interpretada por Gina Lollobrigida y Concha Velasco, en 1972. 
Las novelas que publica en los años 1970 son: Fiesta en el polvo (1971), El rito (1974), quizá su obra más famosa, y merecedora en 1973 del Premio Nadal; y en 1976 publica Señora Muerte. Definido por Gonzalo Hidalgo como "novelista del sujeto" por obras como Los Diablos o No encontré rosas para mi madre. Sus personajes suelen moverse por grandes ciudades: Nueva York, Madrid, Barcelona, París, o una recurrente Plasencia, con una "casa grande" que esconde el recuerdo de los juegos prohibidos de la infancia".
En la década de 1980 publicó: Rey de ruinas (1981), La identidad inútil (1986), Puerta secreta (1993) y El amor es una tierra extraña (1996). En 2007 publicó La soledad del anfitrión y Amigos y otras alimañas.
Falleció en el Hospital Universitario La Paz de Madrid el 12 de agosto de 2019.